# Hypocaccus speculum
Hypocaccus speculum är en skalbaggsart som först beskrevs av Schmidt 1884.  Hypocaccus speculum ingår i släktet Hypocaccus och familjen stumpbaggar.

## Underarter
Arten delas in i följande underarter:
- H. s. speculum
- H. s. fretus